# August Augustin

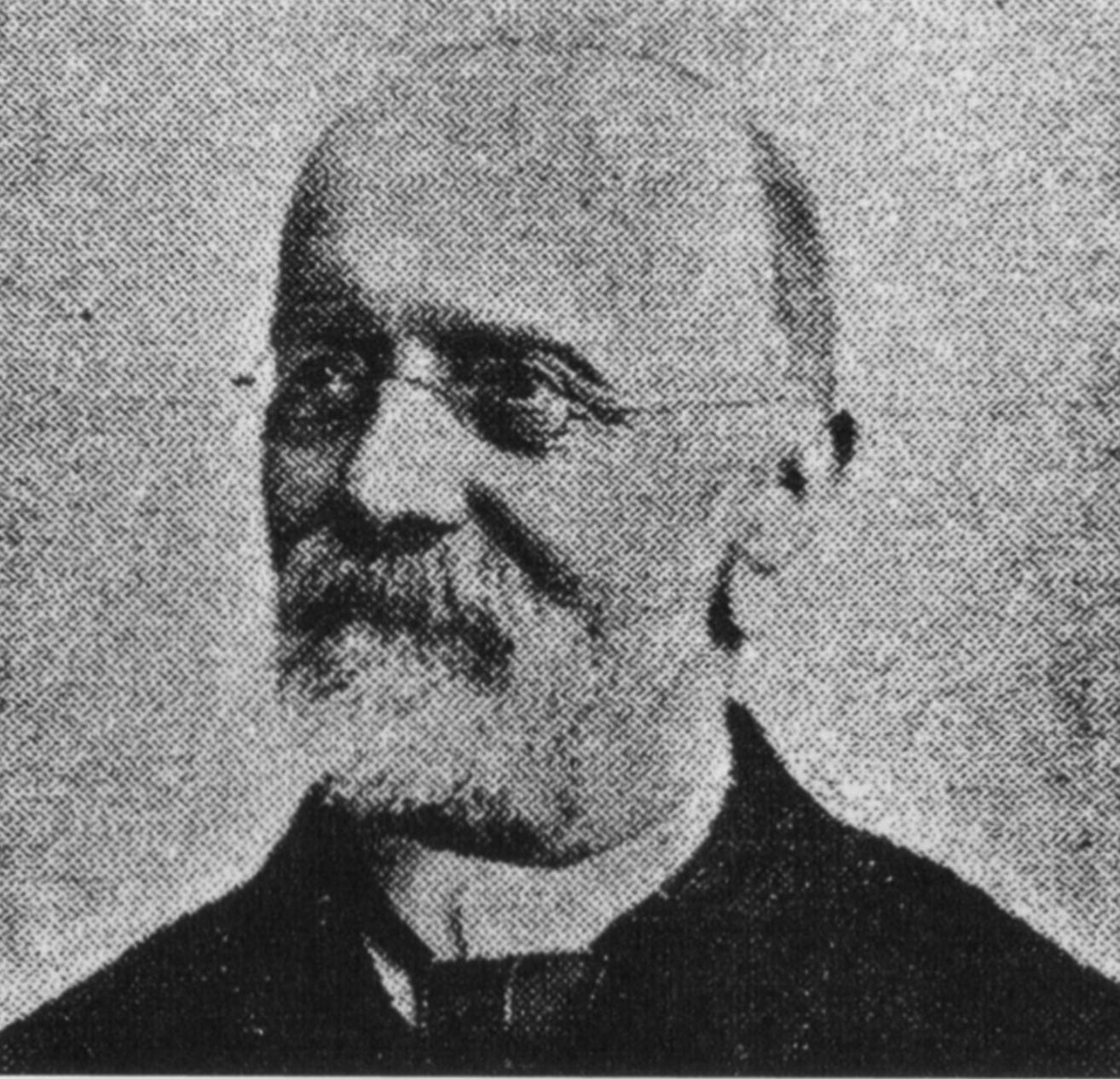
August Augustin (1901)

August Jakob Augustin (* 11. April 1818 in Mehrnbach, Oberösterreich; † 1902 in Graz) war ein österreichischer Vordenker der Turnbewegung und des Feuerlöschwesens in der Steiermark. Er gründete 1853 die Berufsfeuerwehr in Graz.

## Leben und Wirken
Augustin besuchte das Gymnasium in Salzburg und ging danach nach Wien, wo er unter Hopfner mit der Turnbewegung in Kontakt kam. Ab 1843 nahm er seinen dauerhaften Wohnsitz in Graz. Dort reifte zunächst gemeinsam mit Gleichgesinnten der Gedanke der Errichtung einer Gymnastischen Lehranstalt, die er ab 1846 selbstständig in die Tat umsetzte. Die Gymnastische Anstalt hatte ihren Sitz in der Brückengasse 35 in Graz. Auf Bildungsreisen erweiterte er sein Wissen auf dem Gebiet des Turnwesens, dabei besuchte er auch Friedrich Ludwig Jahn in Freyburg (Unstrut) in der preußischen Provinz Sachsen.
In die Steiermark zurückgekehrt, setzte er sich in Graz intensiv für die Verbreitung des Turnens ein. Sein Bestreben, eine zentrale Turnanstalt einzurichten, war nicht von Erfolg gekrönt. Erfolgreich hingegen war seine Bemühungen um die Ausbildung von Turnlehrern, die sich einer Prüfung durch eine Kommission unterziehen mussten, der er als Leiter des Turnlehrer-Bildungskurses viele Jahrzehnte angehörte. Daneben gab er ab 1873 als Lehrer der Turnkunst den Studenten der Universität und der Technischen Hochschule Graz Turnunterricht und beides noch bis ins hohe Alter.
Bekannt wurde er auch für seinen Bemühungen um das Feuerlöschwesen in Graz. Von 1853 bis 1862 war er erster Kommandant der Berufsfeuerwehr in Graz.